# The Feeble Files
The Feeble Files è un'avventura grafica sviluppata da Adventure Soft per le piattaforme Windows (1997), Amiga (2002) e Mac OS (2003).